# متنزه النهر الشرقي الحكومي
متنزّه مارشا بي جونسون الحكومي (المعروف سابقًا باسم متنزّه النهر الشرقي الحكومي) 11 أكر (4.5 ها) متنزّه الولاية  في حي ويليامزبيرج في بروكلين ، نيويورك. يمتد المتنزّه على طول النهر الشرقي بالقرب من الشوارع الشمالية السابعة والثامنة والتاسعة، مع إطلالات على جسر ويليامزبرغ ووسط مدينة مانهاتن.
تم افتتاح المتنزّه الشرقي الحكومي في عام 2007 في موقع محطة منطقة بروكلين الشرقية تمت إعادة تسمية المتنزّه تكريما للناشطة في مجال حقوق المثليين مارشا بي.جونسون في عام 2020، ليصبح أول متنزّه في ولاية نيويورك يتم تسميته على اسم ل ج ب ت ه ض ه ا + شخص.

## تاريخ
تم بناء مارشا بي.جونسون ستيت بارك في الموقع السابق لمحطة منطقة بروكلين الشرقية، وهي أول محطة سكة حديد غير متصلة بالإنترنت تقع في بروكلين (تم افتتاحها في عام 1870 باسم حوض بالمر، يقع بجوار متنزّه بوشويك إنليت.التي تديرها المدينة.
تم افتتاح متنزّه النهر الشرقي الحكومي في 26 مايو2007. على عكس المتنزّهات المجاورة الأخرى، فإنه يغلق عند الغسق تحظر قواعد متنزّه الولاية ركوب الكلاب والدراجات.
في عام 2009، تم نقل الحفلات الموسيقية التي أقيمت في متنزّه مكارين بول إلى متنزّه النهرالشرقي الحكومي. اختار تحالف الفضاء المفتوح لشمال بروكلين (وس أ) متنزّه النهر الشرقي الحكومي كموقع للعروض المستقبلية. أطلق على المتنزّه لقب ويليامزبرج ووترفرونت. من خلال شراكة عامة / خاصة، تحالف الفضاء المفتوح وتيكيت ماستر، ستقام عروض الموسيقى الحية خلال أشهر الصيف في متنزّه النهر الشرقي الحكومي.
تمت إعادة تسمية المتنزّه تكريماً لناشطة حقوق المثليين مارشا بي. جونسون في عام 2020 ، ليصبح أول متنزّه حكومي في نيويورك يتم تسميته على اسم ل ج ب ت ه ض ا + شخص. تم الإعلان عن إعادة التسمية في فبراير 2020 ، مع حاكم ولاية نيويورك أندرو كومو رسميًا بإعادة تخصيص المتنزّه في أغسطس 2020. في إعادة التسمية، أعلن كومو أيضًا عن إضافة الفن واللافتات داخل المتنزّه التي من شأنها أن تعكس عمل جونسون.

## صالة عرض

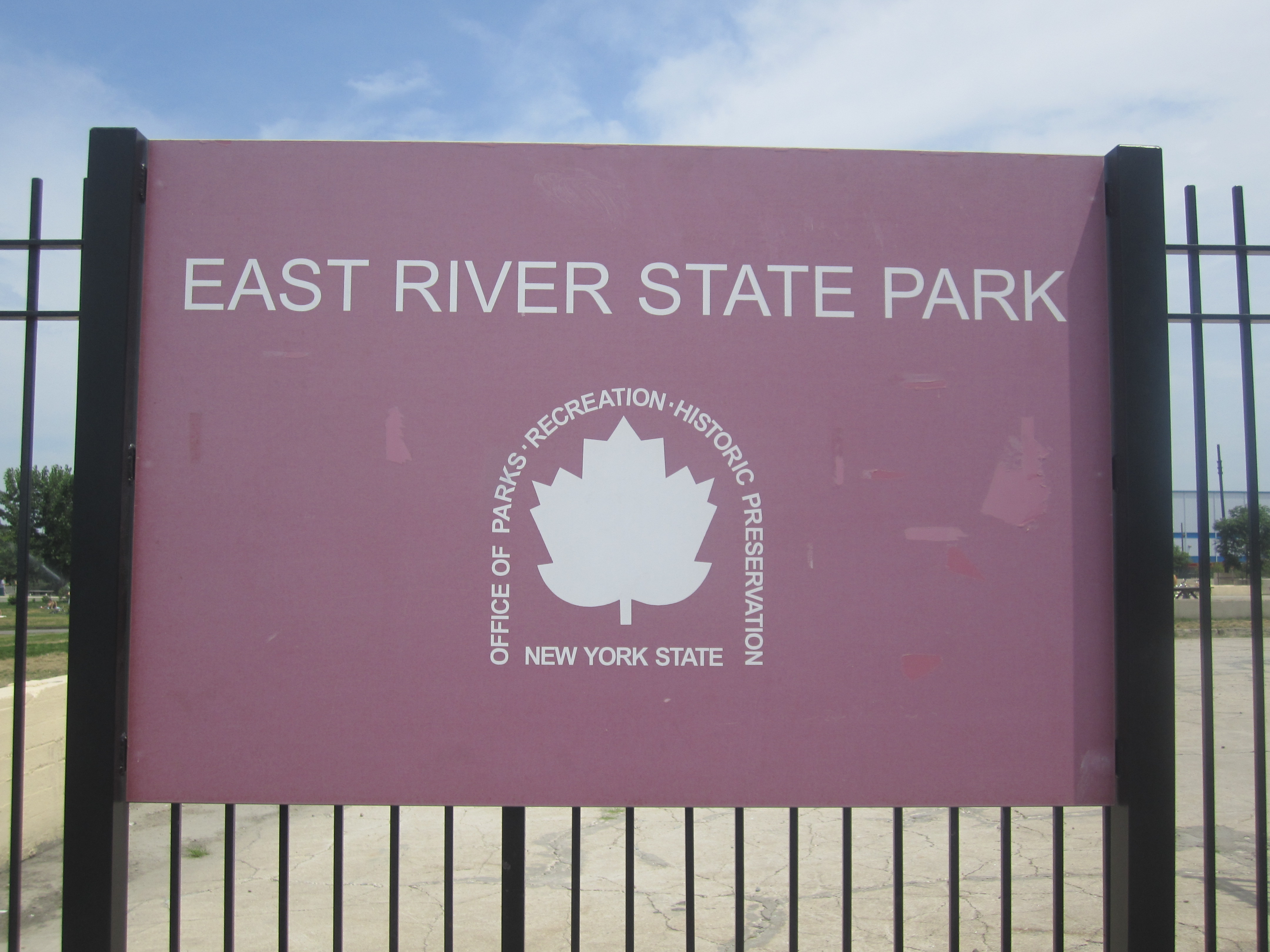
علامة المدخل
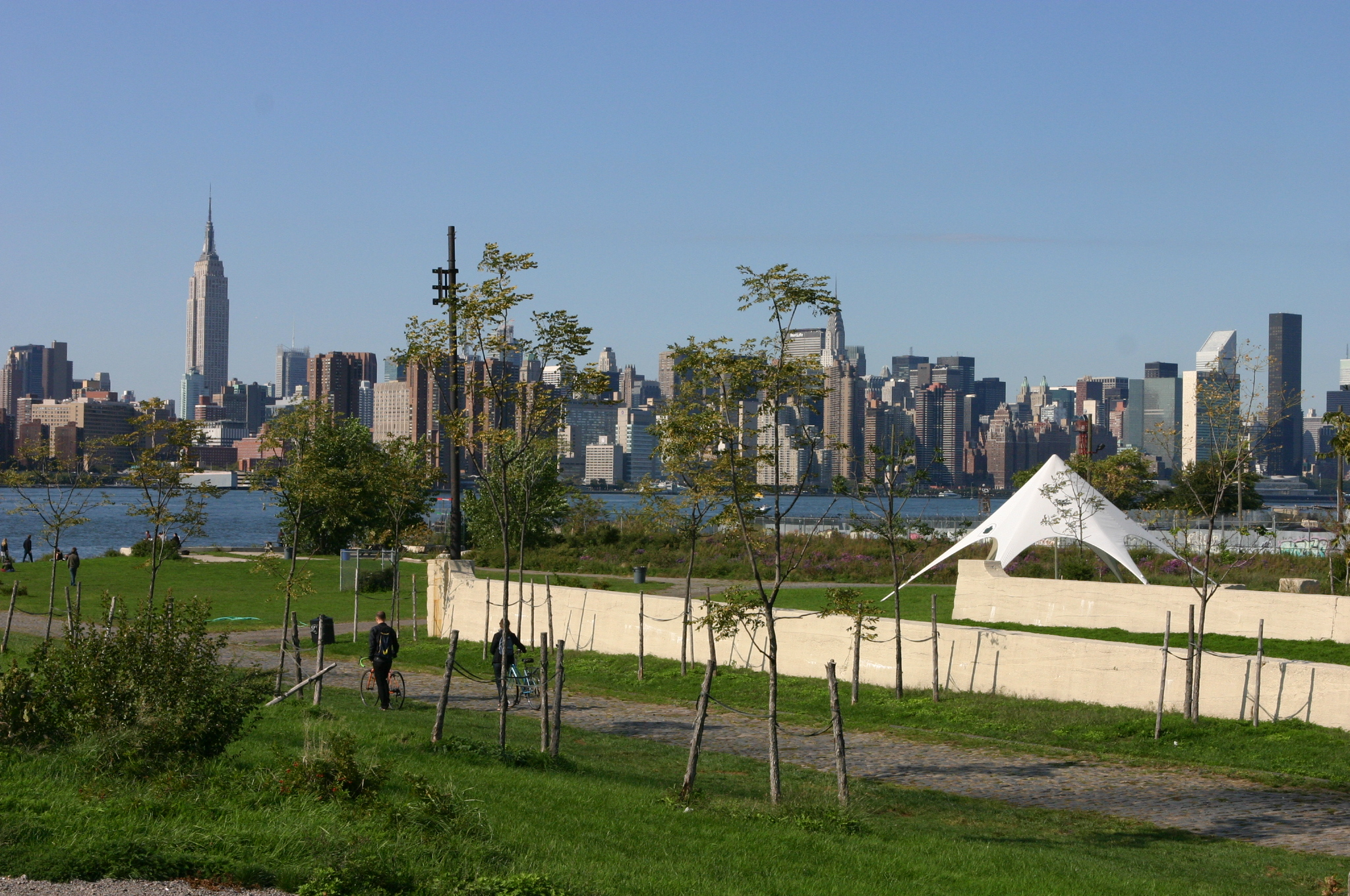
مرافق في المتنزّه
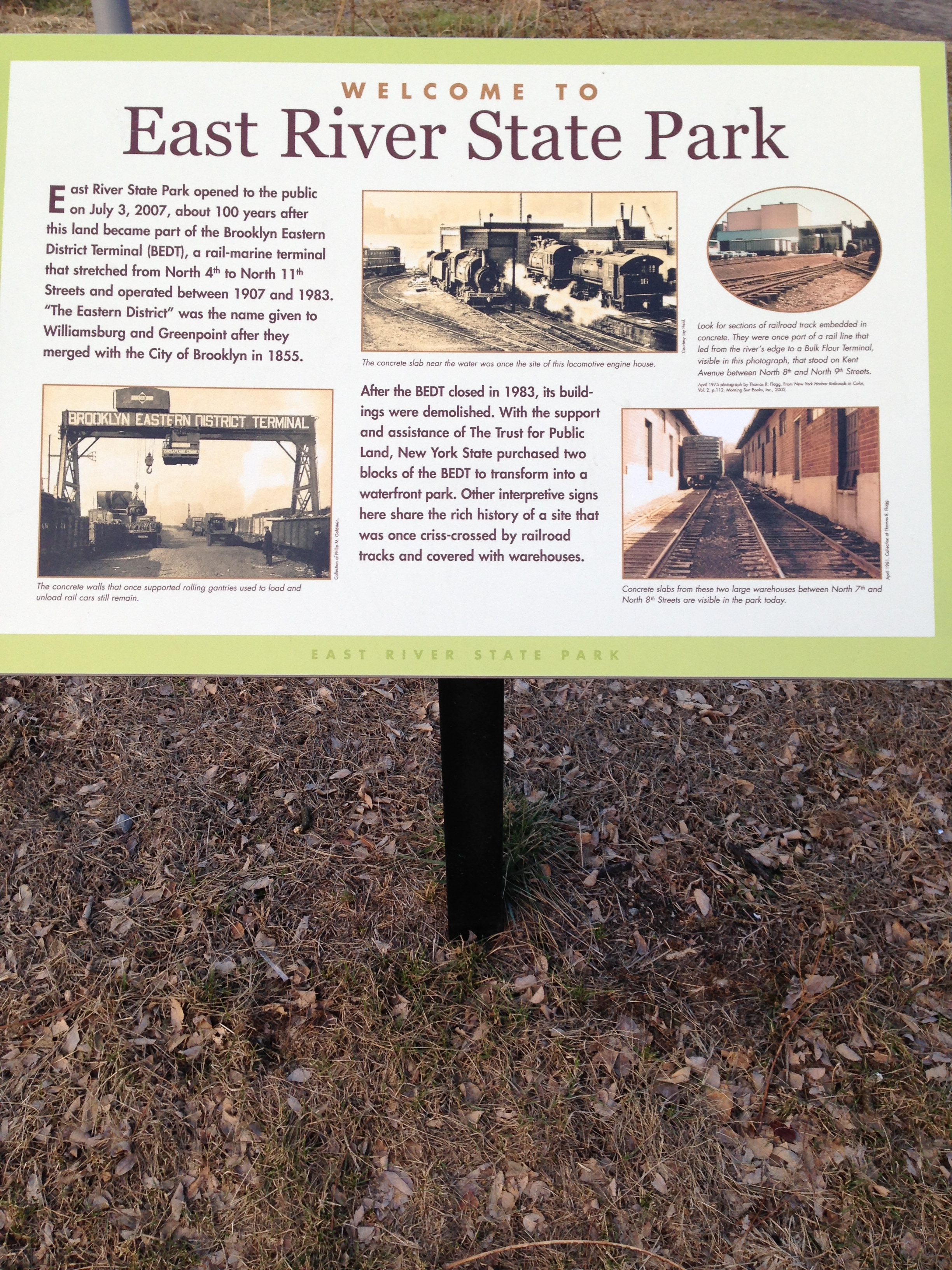
واحدة من خمس لوحات معلومات تاريخية داخل المتنزّه
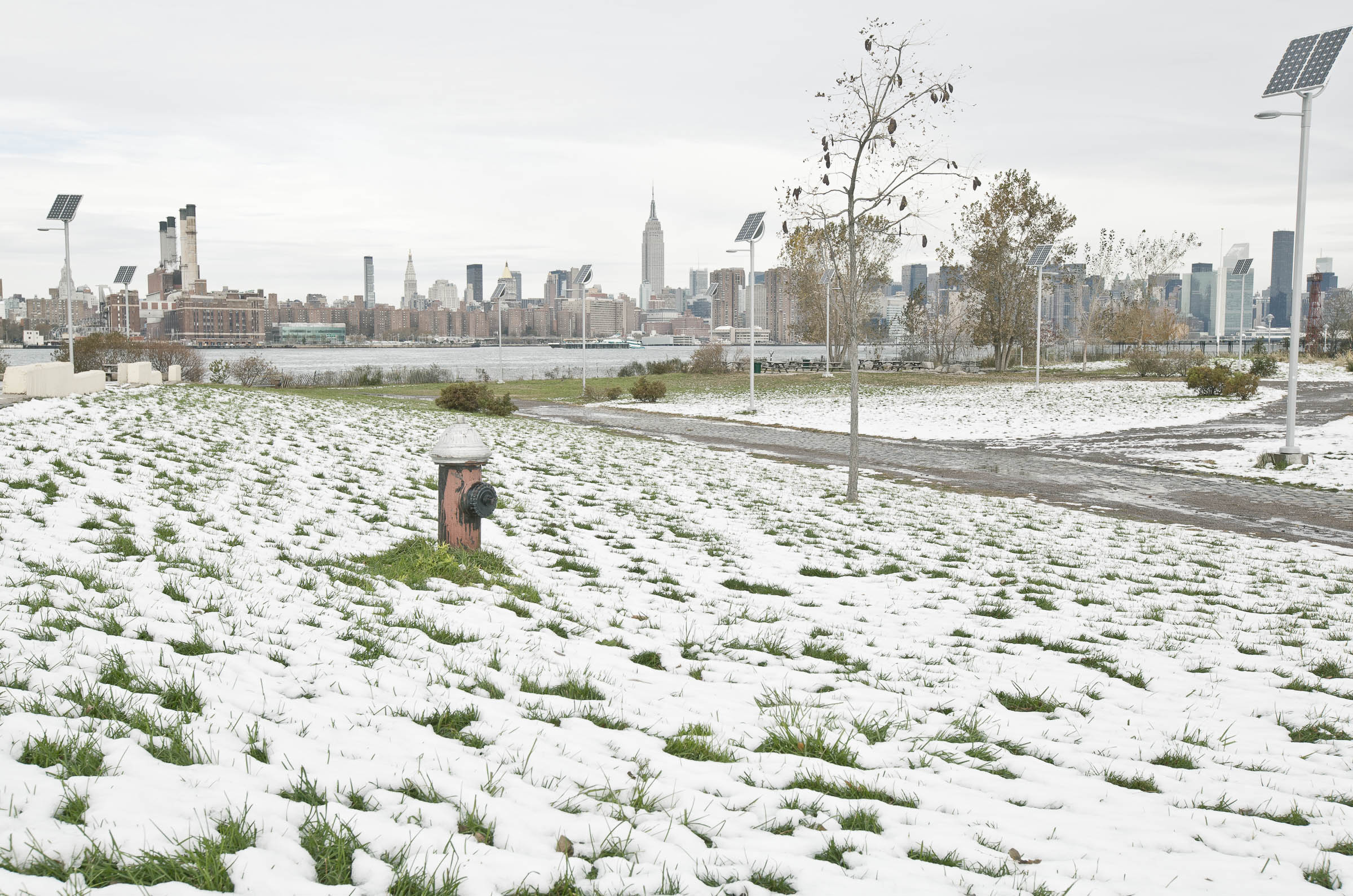
المتنزّه في الشتاء

## روابط خارجية
- متنزهات ولاية نيويورك: إيست ريفر ستيت بارك
- محطة منطقة بروكلين الشرقية، حوض بالمرز - تاريخ شامل: 1870-1983[وصلة مكسورة]